# Re Leone Di Lernia
Re Leone Di Lernia è un album di Leone Di Lernia uscito nel 1995. L'album è suddiviso in 12 brani.

## Tracce
1. Baby Baby (Tieni i peli) - 3:55 (F. Bontempi-A. Bottari)
2. Zombie (Tu sei ignorante) - 3:53 (O'Riordan)
3. Your Loving Arms (Sei di Baggio) - 3:38 (Billy Ray Martin-David Harrow)
4. Lick It (Da Como a Lecco) - 3:24 (Babie-Mohr)
5. Think About The Way (Pippo Baudo) - 4:41 (Robyx)
6. Vengo di notte - 3:21 (D. Ceglie-L. Di Lernia)
7. No More "I Love You's" (È morto Antonio) - 4:11 (D. Freeman-J. Hughes)
8. Happy To Be (Par condicio) - 3:04 (L. Protolesi-S. Francis)
9. Passion (Pescon) - 3:43 (M. Tognarelli-M. Galeotti-G. Bini-F. Perniola)
10. Movin' On (Porco can) - 3:38 (Pastore-Presutti-Gabutti)
11. Short Dick Man (Giuan...) - 4:34 (Babie-Mohr)
12. Tu porti sfiga - 3:39 (D. Ceglie-L. Di Lernia)